# Володимирське
Володи́мирське — село в Україні, у Броварському районі Київської області. Входить до складу Згурівської селищної громади. Населення становить 130 осіб. У селі 63 двори.

## Історія
Засноване у 1839 році. На мапах ХІХ — першої третини XX століття позначене як хутір Петровасин.
Заснував село Аркадій Кочубей на віддалених від Згурівки північно-східних землях для упорядкування обробітку і охорони врожаю. У своїх письмових записках А.Кочубей згадує, що у 1837 році за пропозицією управителя Згурівськими маєтностями Дубицького виник проект заснування сіл на віддалених землях, а уже з весни наступного 1838 року розпочалося їх будівництво, в якому брали участь майбутні мешканці. Вхідчини святкували навесні 1839 року, але безперечно, деякі хатки, збудовані переселенцями з Гутівського маєтку А.Кочубея, були обжиті на рік раніше. Село назване в честь трьох синів Аркадія і Софії Кочубей – Петра, Василя і Миколи – Петр-Вас-Ник. З 1891 року в селі Петрвасник знаходилась економія, створена П.А.Кочубеєм. З 1892 року власником села стає його син Василь Петрович Кочубей. На революційній хвилі 1905 року відбулися погроми маєтків Кочубея, організовані революційно налаштованими згурівчанами і оржицькими кріпаками під впливом односельчанином Івана Ніжинського.19 листопада вони зламали комори в Петрвасминській економії і розікрали майно та збіжжя, а наступного дня влаштували безчинство у виробничих маєтках Згурівської економії. Винуватців було заарештовано, а майно повернуто. В 1910 році Василь Кочубей розпочинає будівництво Згурівської цукроварні із залізницею до міста Яготина. У 120 1913 році збудована залізниця проходила біля села Петрваснік, Майського, Сотниківки, Кайнарів, Дворківщини і Воронівщини до залізничної станції Яготин. У 1918 році село було націоналізоване і входило з 1923 по 1927 рік в склад Турівської волості Прилуцького повіту. Тут в 1927 році був заснований Володимирський радгосп, який у 1928 році увійшов до Згурівського цукрокомбінату. Село перейменовано з Петрвасник на Володимирське.
24 лютого 1986 року в с. Шевченкове була утворена своя сільська рада, до складу якої ввійшли села Володимирське та Майське на той час ще в складі Яготинського району. В вересні 1986 село ввійшло до складу новоутвореного Згурівського району, що проіснував до 2020 року.
Згідно з постановою Верховної Ради України «Про утворення та ліквідацію районів» з 17 липня 2020 входить до Броварського району Київської області. 12 червня 2020 року село увійшло до складу Згурівської селищної громади.

## Географія
На північний захід від села розташовується Галаганове урочище. За 1 кілометр на північ від села знаходиться невелике озеро. Відстань до центру громади Згурівки автошляхами становить 10 км, а до міста Київ близько 115 км.

## Галерея

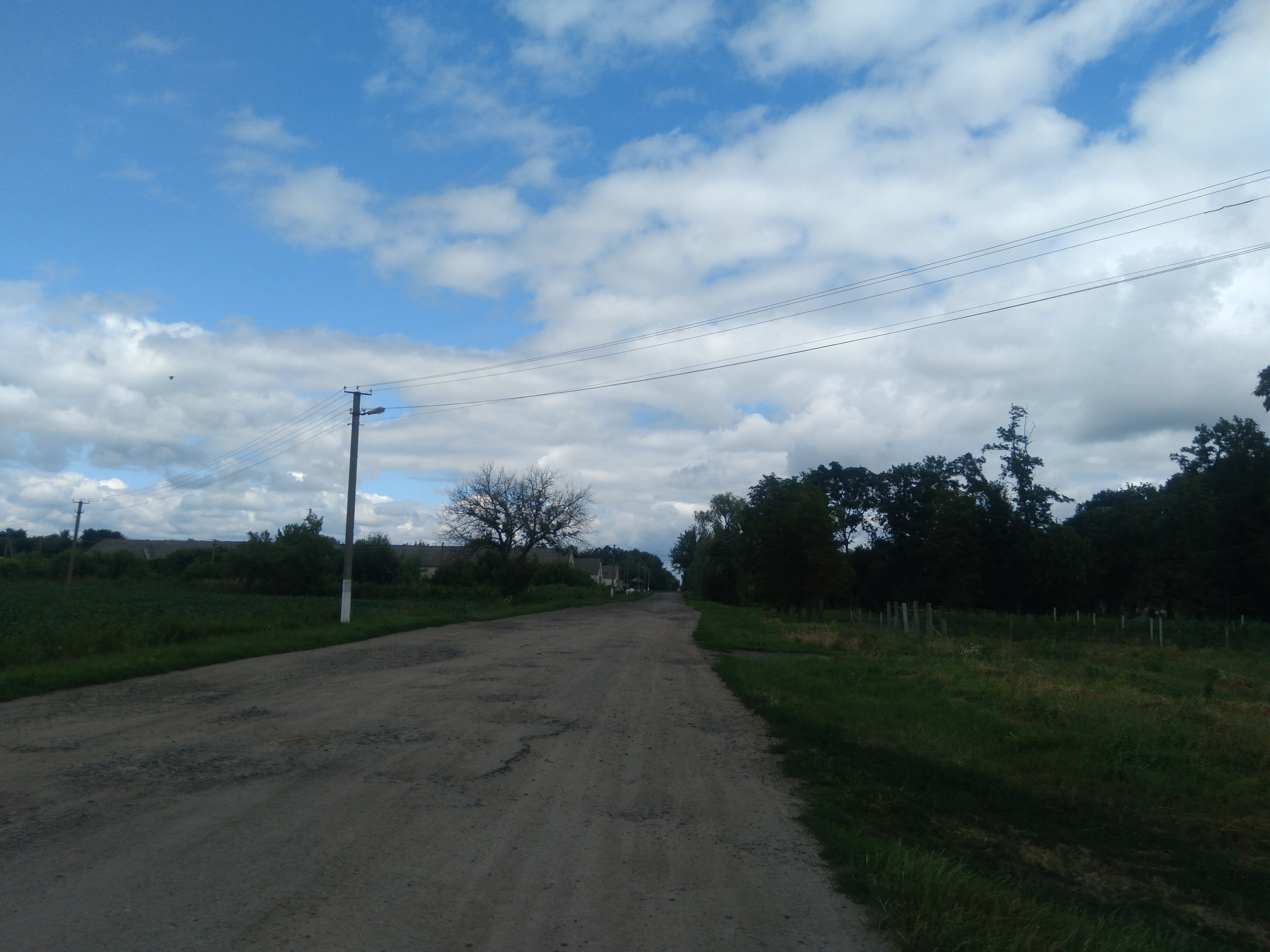
Вулиця Володимирівська
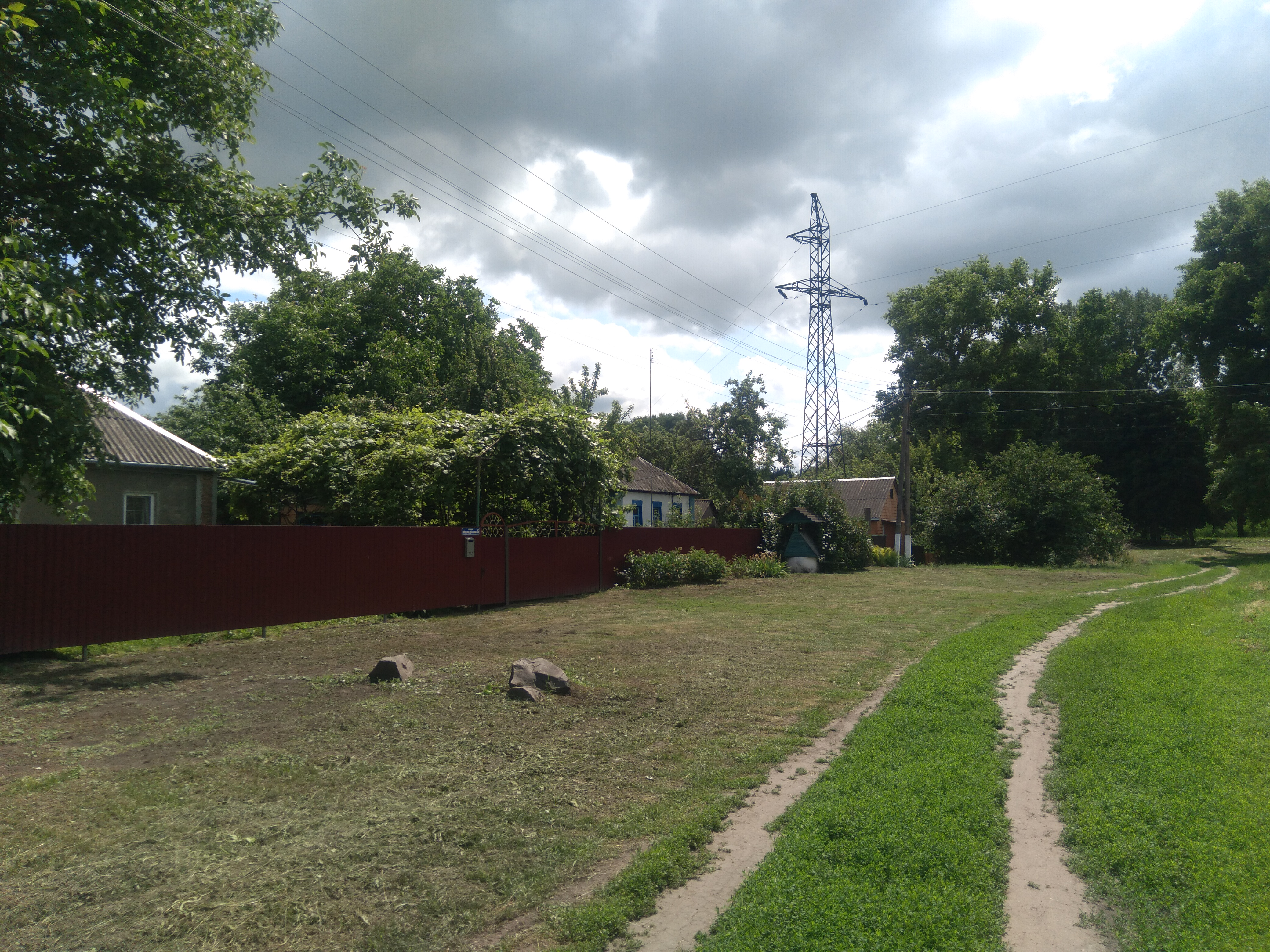
Вулиця Молодіжна
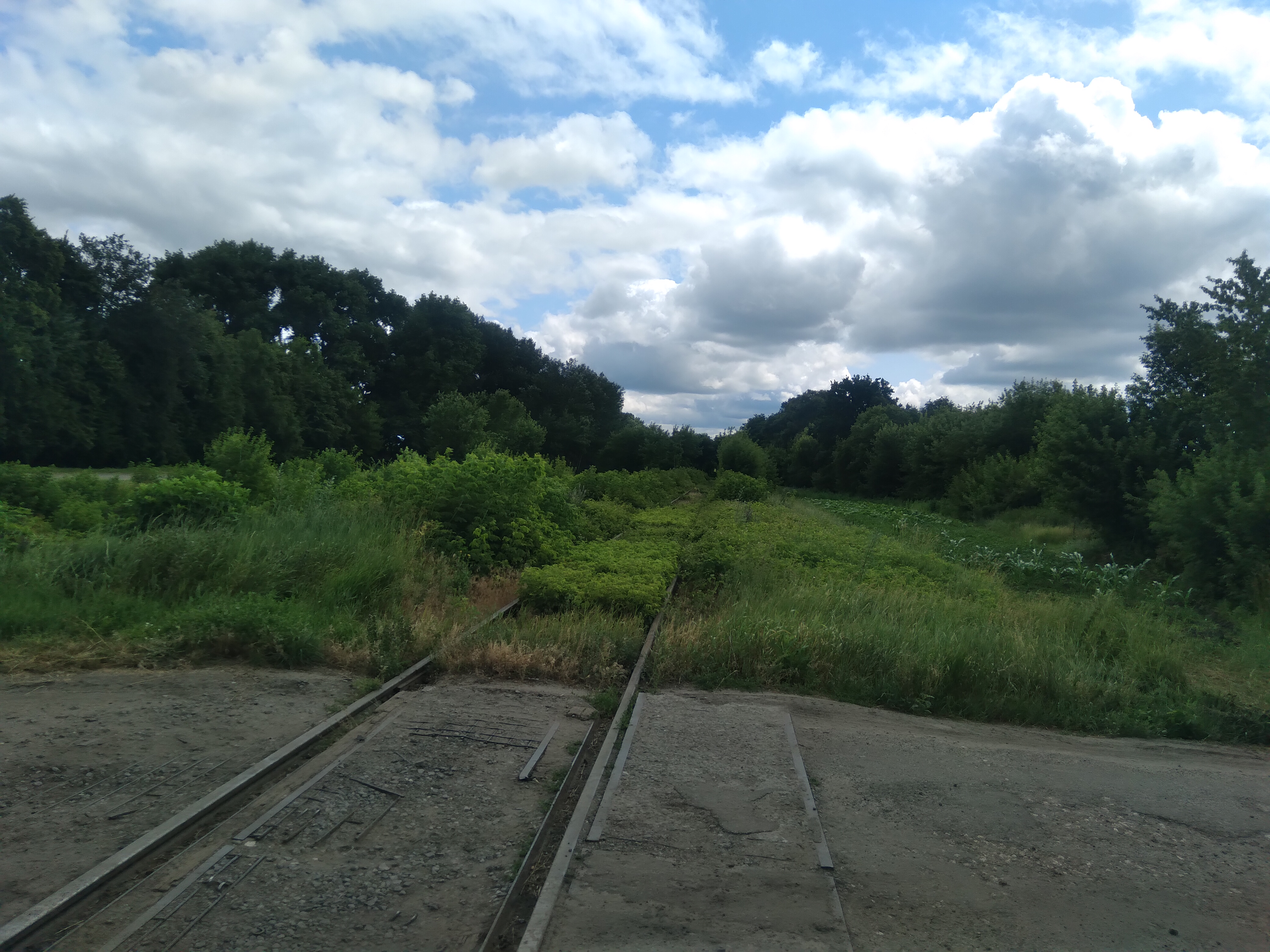
Залізнична дорога, що проходить біля села та "Тунель бажань"